# Acaudaleyrodes rachipora
Acaudaleyrodes rachipora es un hemíptero de la familia Aleyrodidae, subfamilia Aleyrodinae.
Fue descrita científicamente en 1931 por Singh.